# Lightning (Final Fantasy)
Pour les articles homonymes, voir Lightning.
Lightning (ライトニング, Raitoningu) est un personnage et le protagoniste du jeu vidéo Final Fantasy XIII développé et publiée par Square Enix en 2009. Elle a été créée par Motomu Toriyama, réalisateur et scénariste, et conçue par Tetsuya Nomura. Elle est doublée en japonais par Māya Sakamoto et en anglais par Ali Hillis.

## Création
La première apparition de Lightning date de 2006 (durant l'E3 2006 qui se tenait à Los Angeles).

## Description
Lightning est un personnage dont on ne sait que très peu de choses en début de partie. Ancien membre de l'armée, elle arbore une coupe de cheveux rosée ainsi qu'une épaulière, représentant son grade militaire. Elle est l'aînée de Serah Farron, un personnage clé du jeu Final Fantasy XIII et l'héroïne de Final Fantasy XIII-2. Avant les événements de Final Fantasy XIII, elle vivait à Bodhum avec sa sœur, une ville de bord de mer de Coccoon, sorte de satellite de la planète Pulse.
Lightning est un personnage froid et distant en début de partie. On ne connaît que peu de choses de sa vie passé si ce n'est qu'elle a pris le nom de Lightning en remplacement de son vrai nom à la suite d'un événement qu'elle détaillera au cours de l'aventure. Elle semble ne pas prêter attention à ce qui l'entoure et est focalisée sur un but connu d'elle seule durant la première partie de l'aventure.
Néanmoins, elle va peu à peu se dévoiler, forcée de composer avec ses camarades d'infortune ce qui permettra ainsi d'en apprendre plus sur elle.
Elle combat à l'aide d'une pistolame, une arme qui peut se changer en épée ou en fusil en un instant. Elle dispose aussi d'une technologie lui permettant de transgresser les lois de la gravité. Technologie qu'elle utilise à deux reprises en début de partie.
Dans le jeu Final Fantasy XIII, Lightning arbore sa tenue de soldat de l'armée de la garde civile de Cocoon, le monde où prennent place les événements du jeu. Cette tenue laisse apparaître un piercing au nombril. Dans Final Fantasy XIII-2, Lightning porte une armure équipée d'un bouclier. Dans le jeu Dissidia 012: Final Fantasy ainsi que dans Theatrhythm Final Fantasy Lightning porte sa tenue de soldat de Final Fantasy XIII. Néanmoins, plusieurs DLC permettent de changer de tenue dans Duodecim.

## Apparitions
Lightning est le personnage principal de Final Fantasy XIII. Au fil du jeu, elle se dévoile de plus en plus ce qui permet d'en savoir plus sur le personnage tout au long de l'aventure.
Elle est aussi un personnage central dans Final Fantasy XIII-2. Jouable au tout début, elle lèguera des visions à sa sœur afin qu'elle comprenne ce qui arrive à leur monde. Sa jeune sœur Serah la recherchera tout au long de l'aventure.
Lightning est aussi l'un des personnages principaux du jeu de combat Dissidia 012 Final Fantasy sur PSP et un personnage du jeu de rythme Theatrhythm Final Fantasy sur 3DS.
De plus, le personnage de Lightning apparaît sur divers goodies parmi lesquels on peut retenir la Playstation 3 Lightning Edition sortie à l'occasion de Final Fantasy XIII au Japon, une manette Dualshock 3 blanche sur laquelle figure une image de l'héroïne (exclusivité coréenne) ou encore la Playstation 3 Lightning Edition Version 2, qui vit le jour le 15 décembre 2012 en exclusivité Japonaise.
Elle apparaît également en tant qu'avatar pour les comptes du Playstation Network de Sony, en tant qu'image / thème pour XBOX360 et PS3. Square Enix distribua aussi plusieurs statuettes en résine prenant l'apparence de Lightning ainsi que des posters via sa boutique.
Un contenu téléchargeable permettant de l'incarner a été annoncé pour mai par Square Enix, s'intitulant Le Requiem de la déesse, il permet d'en apprendre plus sur le combat qu'elle mène contre Caius à Valhalla.
En 2016, elle devient l'égérie de la marque Louis Vuitton.

## Accueil critique
Le personnage de Lightning fut diversement reçu par les critiques. Pendant le développement de Final Fantasy XIII, Todd Ciolek du Anime News Network s'attendait à ce que les capacités de Lightning soient similaires à celles des jeux précédents, et appréciait plus le bébé chocobo qu'elle. Dans un test du jeu, Ciolek commente que Lightning est au début « beaucoup trop distante et froide, comme si les auteurs étaient si déterminés à créer une héroïne forte et douée qu'ils ont oublié de la rendre convaincante. » Cependant, il ajoute qu'après plusieurs heures de jeu, Lightning devient un protagoniste plus attirant. GameSpot définit Lightning comme une « beauté attirante, à la forte volonté » au regard de ses relations avec les autres personnages du jeu. Jeremy Parrish du site 1UP.com explique que sans les scènes où Lightning se montre plus songeuse, elle « serait simplement un protagoniste renfrogné, typique de chez Square ». VideoGamer.com la compare plus simplement à une version féminine du héros de Final Fantasy VII, Cloud Strife. IGN déclare que Lightning « s'est tout de suite faite apprécier » grâce aux scènes où elle frappe Snow quand celui-ci devient trop prétentieux. D'un autre côté, ils ajoutent qu'avec son histoire personnelle « retombe par la suite dans des travers classiques », le personnage de Sazh devient par la suite plus attachant. De même, GamesRadar+ considère son histoire comme l'une des plus remarquablement « unidimensionnelles et ennuyeuses » caractères du jeu.
Dans un article donnant les dix meilleurs personnages de Final Fantasy, elle est classée 6e ; l'écrivain ajoute que son parcours est intéressant au cours du jeu, malgré des similarités avec Cloud. En février 2010, Lightning est à la 34e place d'un classement des personnages de jeux vidéo les plus populaires, réalisé par Famitsu. Lightning est aussi la 2e des « 25 personnages de jeu vidéo les plus hot » de AfterEllen.